# Мокровицкий, Валентин Иннокентьевич
Валентин Иннокентьевич Мокровицкий (22 июля 1926 ― 15 сентября 1999) ― передовик советской строительной отрасли, участник Великой Отечественной войны, почётный гражданин города Братска (1995).

## Биография
Валентин Иннокентьевич Мокровицкий родился 22 июля 1926 года. В 1942 году начал свою трудовую деятельность в посёлке Заярск, Братского района. В Красной армии с июня 1943 года. В 1944 году завершил обучение в Иркутской школе авиационных техников. Был определён бортовым авиационным техником в 30-ю авиационную бомбардировочную дивизию в город Белая Церковь. На фронте находился под командованием генерала Сансина Валентина Федоровича. 210 вылетов совершил за восемь месяцев службы, в том числе производил бомбардировку Берлина. Летом 1945 года был переброшен на Дальний Восток, воевал против Японии.
После окончания войны до 25 апреля 1951 года служил в составе этой же дивизии на станции Бада Читинской области. С 20 мая 1951 года устроился в «Ангарлаг» инспектором отдела кадров, с 1958 года работал заместителем начальника Управления «Ангарстроя». Работал куратором на стройке по укладке железнодорожного пути Тайшет―Лена, а также на строительстве Осетровского порта в Усть-Куте, на строительстве Правобережного подъездного пути от Красного Яра до Осиновки, левобережной ветки от Анзеби до Падуна. Трудился от начала и до сдачи работал на строительстве железной дороги Абакан―Тайшет, Хребтовая- Усть-Илимск. 6 лет работал на строительстве Байкало-Амурской магистрали. Занимался обустройством и строительством не только железнодорожной инфраструктуры, но и возводил посёлки, социально-бытовые объекты.
20 лет проработал в Управлении строительства города Братска. Под его руководством были возведены ДК «Энергетик», а также школы, детские сады и жилые дома в 5 и 7 микрорайонах города. Много работал над подбором, расстановкой и воспитанием кадров строителей, постоянно занимался улучшением условий труда и быта работающих. Постоянное внимание уделял материально-техническому снабжению, обеспечению производства строительными материалами.
В связи с 40-летием образования города Братска и учитывая личный вклад в строительство и развитие города Братска присвоено звание «Почетный гражданин города Братска».
Проживал в городе Братске. Умер 15 сентября 1999 года.

## Награды и звания
- Орден Отечественной войны II степени;
- Медаль «За отвагу»;
- Медаль «За победу над Германией в Великой Отечественной войне 1941—1945 гг.»;
- Медаль «За победу над Японией»;
- Другие медали[какие?];

- Почётный гражданин города Братска.

## Память
Музей Дворца творчества детей и молодежи «Гармония» носит имя Валентина Иннокентьевича.